# توماسو مارینی
توماسو مارینی (ایتالیایی: Tommaso Marini؛ زادهٔ ۱۷ آوریل ۲۰۰۰) شمشیرباز اهل ایتالیا است.